# Плота (приток Чамлыка)
Плота́ — ручей в России, правый приток реки Чамлык (бассейн Дона). Протекает по территории Добринского района Липецкой области.

## География
Длина ручья — 10 км, водосборная площадь 59,9 км².
Исток находится к востоку от границ посёлка Добринка, устье — севернее села Чамлык-Никольское.
На берегах реки расположена деревня Воскресеновка.

## История
Слово «плота» произошло от праславянского plъta. Имеет такой же корень как слово «плот» — средство передвижения по воде (плыть по воде) и обозначает водный ток (реку), в более широком смысле русло.
Географ, топонимист Э. М. Мурзаев и лингвист, топонимист Г. П. Смолицкая указывают на распространённость водного названия «Плота» в гидронимии на территории Дона, обозначающего «болото» в Орловской области, «верх» (овраг с водой) в Курской и Воронежской.
В. И. Даль обозначает слово «плота» как «соха».
На карте Менде ручей Плота обозначен рекой с ручьями-притоками — Крутой и Бахтин.

## Данные водного реестра
Код объекта в государственном водном реестре — 05010100912207000003863.